# Onthophagus seniculus
Onthophagus seniculus är en skalbaggsart som beskrevs av Fabricius 1781. Onthophagus seniculus ingår i släktet Onthophagus och familjen bladhorningar. Inga underarter finns listade i Catalogue of Life.